# Rosario Weiss Zorrilla
Maria del Rosario Weiss Zorrilla (n. 2 octombrie 1814, Madrid, Madrid⁠(d), Spania – d. 31 iulie 1843, Madrid, Noua Castilie⁠(d), Spania) a fost o pictoriță și specialistă în gravură spaniolă, cel mai bine cunoscută pentru realizarea portretelor. A fost fiica lui Francisco de Goya și a locuit cu el în ultimii ani, când mama ei i-a fost servitoare. Peste șaptezeci dintre desenele ei, păstrate la Societatea Hispanică a Americii, au fost cândva atribuite lui Goya, dar, în 1956, istoricul de artă José López-Rey a demonstrat în mod concludent că erau ale ei.

## Biografie
S-a născut la Madrid, fiica Leocadiei Zorrilla⁠(d) și, conform documentelor de botez, a soțul ei, Isidore Weiss, un bijutier germano-evreu a cărui familie locuia la Madrid. Cu toate acestea, în 1811, Weiss a depus o plângere legală acuzând-o pe Leocadia de „comportament ilicit”. Acest lucru, împreună cu faptul că ea a plecat să locuiască cu Goya în 1817 (în calitate de menajeră, oficial) a alimentat speculațiile că Rosario era copilul lui Goya; sau cu siguranță nu a lui Weiss.

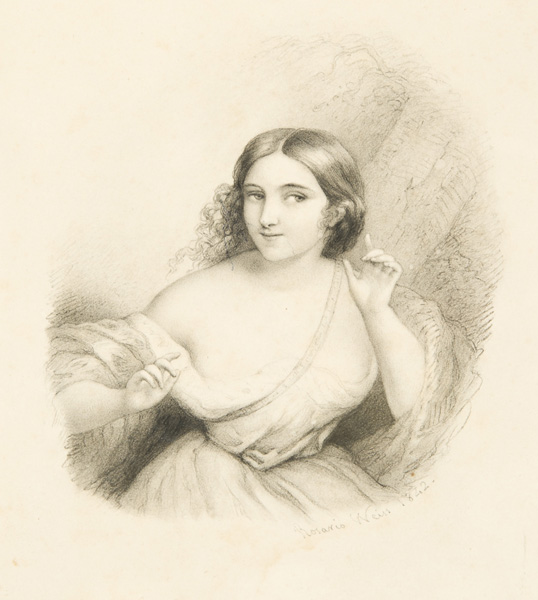
O alegorie a atenției

Goya a început să-i dea lecții de desen, împreună cu primele lecții de scris, când avea doar șapte ani. A studiat cu el până la vârsta de cincisprezece ani și apoi cu arhitectul Tiburcio Pérez din 1823 până în 1824. Mai târziu, când locuia în auto-exil în Bordeaux, a fost studenta unui designer local de tapet. La un moment dat, el a propus să o trimită la Paris. Acest lucru nu s-a realizat, așa că, în 1827, a fost pusă sub tutela lui Pierre Lacour; fiul celui mai cunoscut Pierre Lacour⁠(d).
După moartea lui Goya în 1828, relația Leocadiei cu familia sa a devenit tensionată (ea fusese lăsată în afara testamentului lui Goya și simțea că Javier a tratat-o prost) așa că, cât mai curând posibil, ea și Rosario s-au întors în Spania. Aceasta s-a întâmplat în 1833, în urma unei amnistii pentru cei care s-au opus regelui Ferdinand al VII-lea. Odată ajunsă acolo, Rosario a ajutat la întreținerea familiei realizând copii ale vechilor maeștri la Museo del Prado. Și-a continuat activitatea ca copistă la Real Academia de Bellas Artes din San Fernando și în diferite colecții private. De asemenea, a participat la câteva expoziții acolo și la Liceo Artístico y Literario. În 1840, Academia a numit-o „Academician de Merit”.

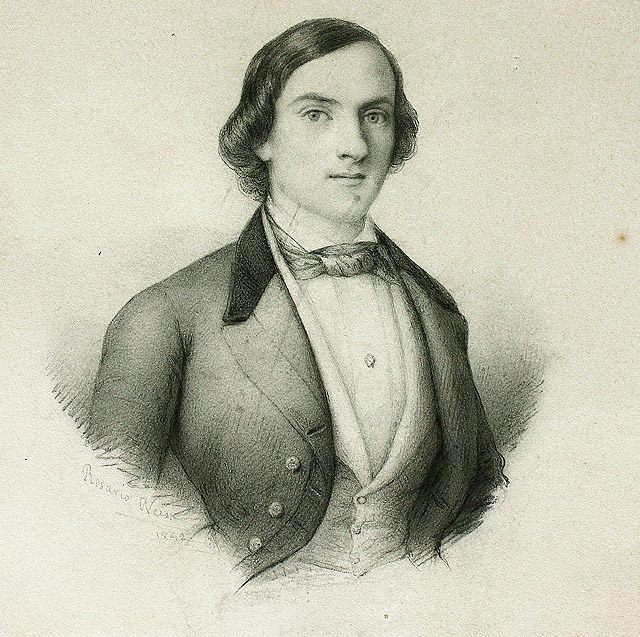
Portretul fratelui ei, Guillermo

În același an, ea a obținut o numire ca tutore de desen pentru prințesele Isabel și Luisa Fernanda, primind un salariu de 8.000 de reali. Se pare că această poziție a fost obținută de prietenii liberali ai fratelui ei, Guillermo, care îl cunoștea pe Agustín Argüelles⁠(d), tutorele legal al Isabelei.
Zorilla a lucrat și ca ilustrator. A ilustrat Isla de Cuba pintoresca de Manuela de Andueza.
Potrivit unui raport al doctorului regal, moartea ei subită la vârsta de douăzeci și nouă de ani pare să fi fost precipitată de un șoc emoțional sever pe care l-a suferit după ce a văzut o demonstrație violentă în timp ce părăsea Palatul Regal, a doua zi după căderea regimului Espartero; ceea ce s-ar putea numi acum o reacție acută de stres. Cu toate acestea, un necrolog din Gaceta de Madrid⁠(d) de mai târziu în acel an, scris de un prieten al fratelui ei, indică faptul că ea a murit din cauza unei infecții intestinale (probabil holeră).